# 16セグメントディスプレイ

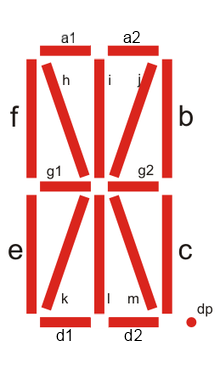
16セグメントディスプレイの個々のセグメント。

典型的な16セグメントディスプレイ上のISO基本ラテンアルファベットのアラビア数字と文字。

16セグメントディスプレイ（英: Sixteen-segment display, SISD）は、グラフィックパターンを生成するためにオンまたはオフにできる16セグメントからなるディスプレイの一種である。これは一般的な7セグメントディスプレイの拡張版であり、4つの対角セグメントと2つの垂直セグメントを追加して3つの水平セグメントを半分に分割されている。上部または下部の水平セグメントを分割しない14セグメントディスプレイや、ディセンダー付きの小文字を使用できる17セグメントディスプレイがある。
通常は7ビットのASCII文字コードを16セグメントの各セグメントのON/OFFに変換する論理回路と組み合わせて使用される。

## アプリケーション

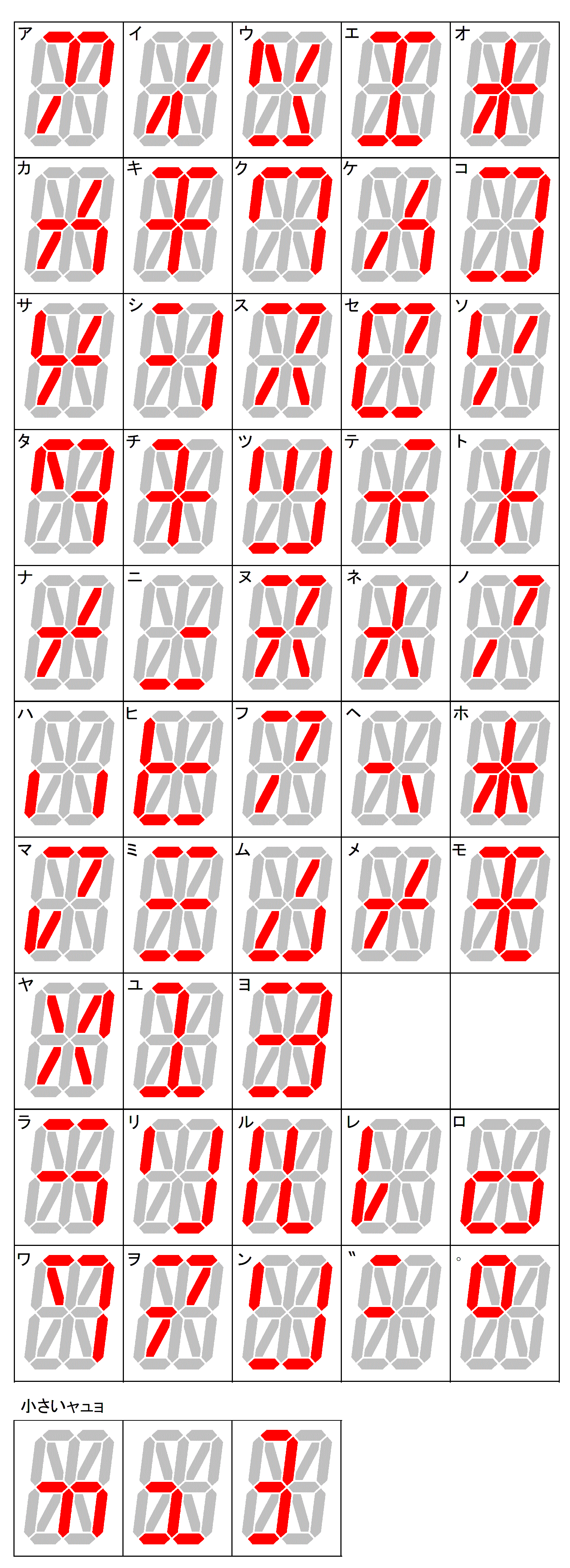
16セグメントディスプレイでカタカナを表示する時の表示例

16セグメントディスプレイは、もともとは英数字（ラテン文字とアラビア数字）を表示するために設計されていたが、その後、タイ語の数字とペルシア文字を表示するために使用され、日本語のカタカナを表示するために使用された。このパターンを使用した非半導体表示装置は、早くも1902年に存在していた。
安価なドットマトリックスディスプレイが登場する前は、16セグメントディスプレイと14セグメントディスプレイは、プログラム電卓やその他の組み込みシステムで英数字を生成するために利用できる数少ない部品の一つだった。時にはビデオデッキ、カーステレオ、電子レンジ、電話機のナンバーディスプレイ、スロットマシンの表示装置にも使用された。
16セグメントディスプレイの仕組みとして一般的な物には発光ダイオード、液晶ディスプレイ、蛍光表示管の三種類がある。セグメントディスプレイは通常、単体または複数個組の文字パッケージで製造され、必要に応じてアプリケーションに適した長さのテキスト行ディスプレイに組み立てられる。それらを積み重ねて複数行のディスプレイを構築することもできる。
7セグメントや14セグメントディスプレイと同様に、小数点および/またはコンマは、追加のセグメントまたはセグメントのペアとして存在する場合がある。コンマ（3桁のグループ化に使用されるか、多くの地域で小数点区切り文字として使用される）は、通常、小数点を「密接に接続された」左下向きの円弧状のセグメントと組み合わせることによって形成される。このように、ポイントまたはコンマは、それ自体で位置全体を占めるのではなく、文字位置の間に表示できる。これは、中央下の垂直セグメントをポイントとして使用し、左下の対角セグメントをコンマとして使用する場合である。このような表示は、ドットマトリックスディスプレイパネルが広く使用される前は、スコアやその他の情報を表示するためのピンボールマシンでは非常に一般的だった。

### 例

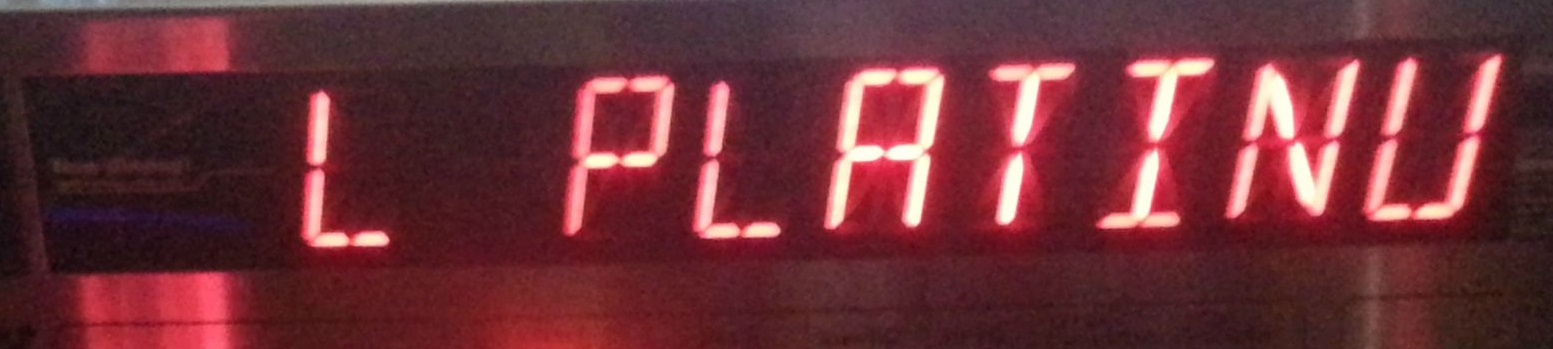
Beatmania IIDXの16セグメントディスプレイ。

## 関連項目

7 、 9 、 14、16を並べて表示、一番右が16セグメントディスプレイ